# Norne
Nornerne (norrønt: norn, plural: nornir) var en gruppe af gudinder i nordisk mytologi, der var knyttet til skæbnen. De bedst kendte norner i mytologien er Urðr (Urd), Verðandi (Verdande) og Skuld, hvis navne traditionelt oversættes til fortid, nutid og fremtid. Kilderne tyder på, at man, udover disse tre, forestillede sig utallige norner, der bestemte skæbnen for alle typer af væsner. Når et barn blev født, var der fx en norne til stede for at fastlægge dets skæbne i livet. Nornernes funktion var således både velgørende og skadevoldende, da nogle mennesker fik et godt liv og langt liv, mens andre et kort og besværligt liv. I nyere forskning har man diskuteret forbindelsen i de mytologiske tekster mellem på den ene side norner og valkyrier, og på den anden de virkelige omrejsende vølver, der praktiserede sejd; de var i det før-kristne nordiske samfund hovedsageligt kvindelige kultledere, der bl.a. besøgte nyfødte børn. Der er også blevet peget på en mulig forbindelse mellem dem og andre grupper af kollektive feminine magter, især diser og fylgjer; de gudinder, der i lighed med nornerne og valkyrierne var knyttet til skæbne.
Deres relation til de øvrige guddomme er usikker, da den ikke omtales direkte i nogen kilde. Det er blevet foreslået at de tre jættemøer, der omtales i Vølvens spådom, hvis ankomst i Asgård markerede afslutningen på urtidens guldalder, var identiske med Urd, Verdande og Skuld. Ligesom de muligvis kan være Mögþrasirs døtre, der omtales i Vafþruðnismál. Ifølge islændingen Snorre Sturlasons beskrivelse boede Urd, Verdande og Skuld i en hal ved foden af verdenstræet Yggdrasil. Hver dag tog de af vandet fra Urds brønd og fra det hvide dynd, der lå rundt om, og hældte det over træet, så dets grene ikke gik ud. Dette beskriver Gro Steinsland som en central placering i hele kosmologien, da de ikke blot bor i verdens centrum under Yggdrasil, men også råder over den vigtigste lov i nordboernes verden, nemlig skæbnen.

## Etymologi
De tre navne, der er overleveret i Vølvens Spådom, Urd, Verdande og Skuld, bliver normalt oversat til fortid, nutid og fremtid. Navnet Urðr er beslægtet med angelsaksisk wyrd, weird, et begreb ækvivalent med det nordiske skæbnebegreb, og kan oversættes fra norrønt med "skæbne". Urðr knyttes også til det svenske ord öde, som netop betyder "skæbne". Både Urðr óg Verðandi er afledt af det norrøne verbum verða, "at være/blive til". Mens Urðr stammer fra perfektum (dvs. "det, der var/blev til, eller snarere skete"), stammer Verðandi fra præsens (dvs. "det der sker"). Skuld er afledt af verbet "skulle" i futurum (dvs. det kommende). Nogle forskere mener imidlertid ikke, at noget i den nordiske mytologi understøtter, at de tre norner hver især var knyttet til enten fortid, fremtid eller nutid; tilsammen repræsenterede de snarere "skæbnen" som tæt forbundet med tidens gang. Oprindelsen til ordet "norne" er meget usikker, men det kan stamme fra et ord, der betyder "at flette", hvilket henviser til deres rolle som dem, der fletter - eller snarere spinder - skæbnens tråde.

## Opgaver
Nornerne var til stede, hver gang et menneske fødtes, og bestemte over et menneskes livsforløb og -længde ved at spinde livstråden på håndten. Det var derfor helt afgørende, at nornerne beherskede det håndværk; for en ond norne vævede en skæbne fuld af uheld og ulykker, mens en god norne gav personen et godt liv. Da skæbnen i den norrøne verden var så betydningsfuld, at den i højere grad end guderne bestemte enkeltmenneskets liv (Steinsland 2005:102), kan myten om nornerne være knyttet op mod idealet af jernalderens husfrue.
Nornerne var søstre, og til deres opgaver hørte at spinde, måle og klippe menneskers og guders livstråd/skæbnetråd. De holdt til ved Urds brønd ved verdenstræet Yggdrasil, som de sørgede for at vande, så det ikke tørrede ind. En norne holdt helt bogstaveligt skæbnen i sin hånd.

## Relation til andre germanske gudinder
Overordnet set findes der ingen klare gennemgående skel mellem norner, fylgjer, hamingjaer og valkyrier i kildematerialet. Ligesom de heller ikke kan adskilles entydigt fra diserne. Derudover blev disse termer i bl.a. skjaldedigtning og anden poesi også brugt til at beskrive dødelige kvinder, som Snorre skrev i Skáldskaparmál om forskellige kenninger for kvinder:
Woman is also metaphorically called by the names of the Asynjur or the Valkyrs or Norns or women of supernatural kind.

## Teorier
De uklare beskrivelser af nornernes oprindelse og relationer til de øvrige guddommelige magter betyder, at der er blevet fremsat en række forskelligartede teorier om deres betydning og hvilke arter typer af guddomme, som de er forbundet med. Fx er det blevet foreslået, at de sammen med diserne kan være udviklet på grundlag af de feminine magter, som blev dyrket i Nordvesteuropa fra 1. til 5. Århundrede e.v.t. De blev afbildet på votivgaver og altre. Disse gudinder blev altid afbildet i grupper af tre, og var sandsynligvis også nært beslægtet med de romerske gudinder matres et matrones. Andre har foreslået at nornerne er resultatet af en påvirkning fra græsk-romersk kultur, da de minder om de spindende skæbnegudinder Moirae og Parcae).

### Ældre Edda
I Ældre Edda omtales, der flere andre mindre fremtrædende norner ud over de tre ved Yggdrasils fod, ligesom i Snorres Gylfaginning, der i vid udstrækning bygger på dette værk. Desuden fortælles det, at andre racer havde deres egne norner, fx omtales dværgenes norner som Dvalins døtre.
Fáfnismál i Ældre Edda indeholder en samtale mellem helten Sigurd og dragen Fafner, der ligger døende efter det sår, Sigurd har tilføjet ham. Helten udspørger dragen om mange ting, bl.a. om nornernes natur. Fafner forklarer, at de er mange, og er af mange forskellige racer:
| Sigurðr kvað: 12. "Segðu mér, Fáfnir, alls þik fróðan kveða ok vel margt vita, hverjar ro þær nornir, er nauðgönglar ro ok kjósa mæðr frá mögum." - Fáfnir kvað: 13. "Sundrbornar mjök segi ek nornir vera, eigu-t þær ætt saman; sumar eru áskunngar, sumar alfkunngar, sumar dætr Dvalins." | Sigurd: 12. "Sig mig, Fåvne! siden du agtes vis at være: Hvo ere de Norner, som hjælpe i Nød og komme til fødende Kvinder?":- Fåvne. 13. "Af mangfoldig Æt tror jeg at Nornerne ere; ej er de af samme Slægt. Nogle stamme fra Aser, nogle fra Alfer, nogle ere Dvalins Döttre." |  |

Ud fra i Völuspá og Vafþruðnismál er det muligt, at de tre vigtigste norner oprindeligt ikke var gudinder, men var af jætteæt. Deres ankomst betød afslutningen på gudernes guldalder lige efter verdens skabelse. Völuspá fortæller, at tre magtfulde jættekvinder kom til Asgård fra Jotunheim:
| 8. Tefldu í túni, teitir váru, var þeim vettergis vant ór gulli, uns þrjár kvámu þursa meyjar ámáttkar mjök ór Jötunheimum. | 8. Tit i tunet tavl dem muntred, og guld savned guder aldrig, før tre store turser der kom, ondsindet kvindfolk fra jættelandet. |  |

Senere i digtet, efter omtalen af menneskets skabelse, nævnes de tre norner ved navn, og deres rolle beskrives på følgende måde: al lov bød de, alt liv gav de verdens skarer, hver hans skæbne.
I Vafþrúðnismál refereres der måske til nornerne, når de jættemøer omtales, der kommer til jordens mennesker, for at beskytte dem som værneånder (hamingjaer) omtales :
| 49. "Þríar þjóðár falla þorp yfir meyja Mögþrasis; hamingjur einar þær er í heimi eru, þó þær með jötnum alask." | 49. I tre Mængder Mågtrasirs Møer tørne over Torp, Livets eneste Lykkediser (Hamingiur) er de, skønt jætteavlet. |  |

#### Helgakviða Hundingsbana I
Nornerne besøgte hvert eneste nyfødte barn, for at fastlægge dets skæbne; i anden strofe af digtet Helgakviða Hundingsbana I er helten Helgi Hundingsbane lige blevet født, da nornerne ankommer til huset:
| 2. Nótt varð í bæ, nornir kómu, þær er öðlingi aldr of skópu; þann báðu fylki frægstan verða ok buðlunga beztan þykkja. - 3. Sneru þær af afli örlögþáttu, þá er borgir braut í Bráluni; þær of greiddu gullin símu ok und mánasal miðjan festu. - 4. Þær austr ok vestr enda fálu, þar átti lofðungr land á milli; brá nift Nera á norðrvega einni festi, ey bað hon halda. | 2. Nat blev det i By; Norner kom; Ædlingens Skæbne råde de skulde. Vidspurgt Hersker bød de ham vorde og tykkes den förste blandt Fyrster alle.:- 3. Da monne i Brålund Borge brydes; mægtige Møer tvandt Skæbnens Tråde. Udslagne Guldbånd de ordned med Snille, fæsted dem midt under Måne-Sal.:- 4. Fra Öst til Vest udspændte de Båndet, gave alt det Land i Ædlingens Eje. Mod Nord en Kæde Nornen slynged: evig bød hun det Bånd at holde. |  |

#### Helgakviða Hundingsbana II
I Helgakviða Hundingsbana II, giver Helgi Hundingsbane nornerne skylden for, at han skulle dræbe Sigrúns far Högne og bror Brage for at kunne gifte sig med hende:
| 26 "Er-at þér at öllu, alvitr, gefit, - þó kveð ek nökkvi nornir valda -: fellu í morgun at Frekasteini Bragi ok Högni, varð ek bani þeira. | 26. "Ej er du mægtig i alt, du vise! Dog have Nornerne noget voldet. Her faldt imorges ved Frekastén Brage og Högne; jeg var deres Bane. |  |

#### Reginsmál
Snorre Sturlason berettede i Gylfaginning, at en persons skæbne afhang af nornernes velvilje, en forestilling der også ligger bag dværgen Andvaris beklagelser i Reginsmál. Her skyder han skylden for sit dårlige liv på en ond norne:
| 2. "Andvari ek heiti, Óinn hét minn faðir, margan hef ek fors of farit; aumlig norn skóp oss í árdaga, at ek skylda í vatni vaða." | 2. "Andvare jeg hedder; Oin hed min Fader; i mangen Fos har jeg faret. En ynkelig Norne bestemte i Oldtid, at jeg skulde i Vandet vade." |  |

#### Sigurðarkviða hin skamma
Et andet eksempel på at nornerne beskyldes for at have fremkaldt en ufordelagtig situation findes i digtet Sigurðarkviða hin skamma, hvor valkyrien Brynhilde gør skadevoldende norner ansvarlige for hendes årelange længsel efter Sigurds favntag, som hun ikke kan få:
| 7. Orð mæltak nú, iðrumk eftir þess: kván er hans Guðrún, en ek Gunnars; ljótar nornir skópu oss langa þrá." | 7. "Et Ord jeg mælte; Anger mig griber; Gudrun er hans Hustru, og jeg er Gunnars. Lede Norner bød os længe at lide" |  |

#### Guðrúnarkviða II
Brynhildes løsning på situationen var at lade Gunnarr og hans brothers, Burgundernes konger, dræbe Sigurd, hvorpå hun selv efterfølgende begik selvmord for at kunne følge sin elskede i døden. Hendes bror Atli hævnede hendes død, ved at dræbe burgunderne, men da han var gift med deres søster Guðrún, blev Atli kort efter selv dræbt af hende. I Guðrúnarkviða II træder nornerne selv ind på scenen, da de i en drøm fortæller Atli, at hans egen hustru vil dræbe ham. Atli indleder genfortællingen af drømmen på følgende måde:
| "Svá mik nýliga nornir vekja," - vílsinnis spá vildi, at ek réða, - "hugða ek þik, Guðrún Gjúka dóttir, læblöndnum hjör leggja mik í gögnum." | 39. "Nys mig vække Norner af Sövne;" (om den onde Spådom spörge han mig vilde) "du tyktes mig, Gudrun, Gjukes Datter! et forgiftet Sværd i mit Hjerte at støde." |  |

#### Guðrúnarhvöt
Efter at have dræbt både sin husbond Atli og deres fælles sønner, skyder også Guðrún skylden på nornerne for hendes ulykker. I Guðrúnarhvöt taler Guðrún om muligheden for at undslippe nornernes vrede ved at dræbe sig selv:
| 13. Gekk ek til strandar, gröm vark nornum, vilda ek hrinda stríð grið þeira; hófu mik, né drekkðu, hávar bárur, því ek land of sték, at lifa skyldak. | 13. Til Strand gik jeg ned og Norner forbanded; den vrede Skæbne trodse jeg vilde. Ej sank jeg; de höje Vover mig hæved. I Land jeg steg; leve jeg skulde. |  |

#### Sigrdrífumál
I Sigrdrífumál refereres en trylleformel hvori nornerne påkaldes:
| 17. Á gleri ok á gulli ok á gumna heillum, í víni ok í virtri ok vilisessi, á Gugnis oddi ok á Grana brjósti, á nornar nagli ok á nefi uglu. | 17. På Glas og på Guld, på gavnlige Smykker, i Vin og i Øl og på vante Sæde, på Gungnes Odd og på Granes Bryst, på Nornens Negl og på Uglens Næb." |  |

### Yngre Edda
I den del af Snorre Sturlasons værk Yngre Edda, der kaldes Gylfaginning, bliver den svenske kong Gylfi under navnet Gangleri oplært i mytologisk viden af Odin i skikkelse af tre mænd. De fortæller ham, at der er tre fremtrædende norner, men også mange andre af forskellige æt; fx aser, alfer og dværge:
Der staar en skøn Sal under Asken ved Brønden; fra denne Sal kommer tre Møer, der hedder Urd, Verdandi og Skuld. De fastsætter Menneskenes Levealder. Vi kalder dem Norner. Men der er flere Norner, de, som kommer til hvert Barn, der fødes, for at vedtage dets Alder, og de er af Gudeæt; andre er af Alfeæt, en tredje Slags er af Dværgeæt, som det hedder her[29]:
Nornerne, siger jeg, er særskilte Slægter,
ej har de Æt sammen,
somme er Asaæt, somme er Alfeæt,
somme er Dvalins Døtre".
Da indvendte Gangleri: "Hvis Nornerne styrer Menneskenes Skæbne, da skifter de meget uligeligt, thi nogle faar gode Dage og mer end nok, andre faar ringe Ret eller Andel, nogle faar en lang Levetid, andre en kort". Har svarer: "De gode Norner, som er af god Æt, skaber et godt Livsløb, men naar Mennesker faar Vanskæbne, er det de onde Norners Skyld".
Senere fortælles det, at de tre hovednorner tager vand fra Urds brønd, som de vander træet Yggdrasil med:
Det siges ogsaa, at de Norner, som bor ved Urds Brønd, hver Dag tager af Brøndens Vand og det Slam, som ligger omkring den, og overøser Asken dermed, for at dens Grene ikke skal visne eller raadne. Det Vand er saa helligt, at alle Ting, som kommer i Brønden, bliver saa hvide som Hinden under Æggeskallen. Derom hedder det her[34]:
Ask ved jeg staa, hedder Yggdrasil,
Hars Træ, vædet med hvid Væde,
fra det kommer Duggen, som i Dale falder,
det staar evig-grønt over Urd-Brønden.
Den Dug, som falder til Jorden derfra, kalder man Honningfald, og deraf næres Bierne. Der lever i Urds Brønd to Fugle, som kaldes Svaner, fra hvilke Fugleslægten af dette Navn stammer".
Snorre beretter endvidere, at den yngste norne, Skuld, også fungerer som valkyrie og tager del i udvælgelsen af hvilke krigere, der skal dø:
Ovennævnte kaldes Valkyrjer; Odin sender dem ud til hver Kamp. De udvælger de Mænd, som skal falde, og bestemmer, hvem der skal sejre. Gud og Rota og den yngste Norne Skuld rider jævnlig ud for at kaare til Fald og styre Kampene. Tors Moder Jord og Valis Moder Rind regnes ogsaa mellem Asynjerne.

### Heltesagn
Flere af heltesagnene indeholder referencer til nornerne. I Hervarar saga findes et digt, der kaldes Hlöðskviða. Det fortæller hvordan den gotiske konge Angantyr besejrer en hunnisk invasionsstyrke under ledelse af hans egen hunniske halvbror Hlöðr. Vidende at hans søster, skjoldmøen Hervor er blandt de faldne, ser Angantyr på sin døde bror, mens han beklager sig nornernes grusomhed:
| 32. Bölvat er okkr, bróðir, bani em ek þinn orðinn; þat mun æ uppi; illr er dómr norna." | “Cursed are we, brother, your killer I've become, it will never be forgotten-- grim is the doom of norns.” |  |

I yngre heltesagaer som fx Norna-Gests þáttr og Hrólfs saga kraka ser det ud til, at norne blev opfattet som synonym med vølve (i betydningen heks). I Norna-Gests þáttr, hvor de dukker ved heltens førdsel for at fastlægge hans skæbne, spinder de ikke skæbnens tråde, men omtales som enten Norna eller vala (vølve). I en af de yngste heltesaga, der blev nedskrevet, Hrólfs saga kraka, omtales norner ganske simplet som onde hekse, da den onde halvalf og prinsesse Skuld samler sin hær for at angribe Hrólfr Kraki. I hendes følge er udover døde krigere og halvalfer også norner.

### Runer
Forestillingen om at norner kunne bringe både medgang og modgang overlevede religionsskiftet, hvilket fremgår af runeindskrift (N 351 M), der er blevet fundet i stavkirken i Borgund
Þórir carved these runes on the eve of Olaus-mass, when he travelled past here. The norns did both good and evil, great toil ... they created for me.

## Andre betydninger
En orkidésort hedder Norne (Calypso bulbosa). Den findes i Sverige og Norge, men ikke i Danmark